# Lee Soo-min
Lee Soo-min (hangul: 이수민; Ulsan, 1° de julho de 2001) é uma atriz sul-coreana. Em 2014, ela se tornou co-apresentadora do Tok! Tok! Boni, Hani . 

## Filmografia

### Filmes
| Ano  | Título         | Papel        | Ref.        |
| ---- | -------------- | ------------ | ----------- |
| 2019 | The Dude In Me | Oh Hyun-jung | [ 2 ]       |
| 2022 | Urban Myths    | Hye-yeon     | [ 3 ] [ 4 ] |

### Séries de televisão
| Ano  | Título               | Papel                        | Notas | Ref.  |
| ---- | -------------------- | ---------------------------- | ----- | ----- |
| 2014 | My Lovely Girl       | Jovem Yoon So-Eun            |       | [ 5 ] |
| 2016 | Second to Last Love  | Go Ye-ji                     |       | [ 6 ] |
| 2017 | The Rebel            | Hong Uh-ri-ni/Sang-hwa       |       | [ 7 ] |
| 2018 | Crossr               | Kim Eun-ji                   | Cameo |       |
| 2019 | Abyss                | Go Se-yeon/ jovem Go Se-yoon | Cameo | [ 8 ] |
| 2021 | The King's Affection | Bang Young-ji                |       |       |

### Webséries
| Ano  | Título                | Papel        | Notas | Ref.   |
| ---- | --------------------- | ------------ | ----- | ------ |
| 2017 | Devil Inspector       | Jung Seul-gi |       | [ 9 ]  |
| 2021 | Work Later, Drink Now | So-hyeon     | Cameo | [ 10 ] |
| 2022 | Two Universes         | Kim Byul     |       | [ 11 ] |
| 2022 | Revenge of Others     | Kuk Ji Hyeon |       | [ 12 ] |

### Programas de variedades
| Ano       | Título           | Papel | Notas                         |
| --------- | ---------------- | ----- | ----------------------------- |
| 2014-2016 | Tok! Boni Hani   | MC    | com Shin Dong-woo             |
| 2016-2017 | Show! Music Core | MC    | com Kim Sae-ron e Cha Eun-woo |

## Prêmios e indicações
| Ano  | Premiação                   | Categoria         | Trabalho nomeado     | Resultado | Ref.          |
| ---- | --------------------------- | ----------------- | -------------------- | --------- | ------------- |
| 2017 | MBC Drama Awards            | Nova Melhor Atriz | The Rebel            | Indicado  | [ 14 ]        |
| 2022 | Seoul Webfest Film Festival | Melhor Atriz      | Two different Woojoo | Venceu    | [ 15 ] [ 16 ] |